# One is one
One is one is een single van Nick MacKenzie uit 1973. 
De totstandkoming is eigenaardig. Muziekproducent en componist Jack Jersey zag in eerste instanties niets in de overgang van MacKenzie van gitarist naar zanger. Toen hij dit lied aan hem gaf, zag de zanger niet in het nummer. MacKenzie liet zich overhalen en het nummer werd in 21 landen uitgebracht (aldus MacKenzie in De Weekendborrel van 18 maart 2023).
Het was zijn Mackenzies eerste die in de hitlijsten terechtkwam. Het lied werd geschreven en geproduceerd door Jack de Nijs die in hetzelfde jaar doorbrak als Jack Jersey. Op de B-kant van de single staat het nummer A little bit closer. Beide nummers zijn ook terug te vinden op zijn debuutalbum Nick MacKenzie.
Het is een liefdeslied. Ze brengt vuur in zijn hart en maakt hem buitenzinnig. Hij zingt One is one, two is two, en wil met z'n tweeën verder door het leven.
Jack de Nijs (Jersey) bracht het nummer eind jaren tachtig nog uit in een medley, samen met Juanita en Peaches on a tree, als B-kant van Close to you en op het gelijknamige album.

## Hitnotering
De single kwam in de hitlijsten van Nederland en België terecht en werd bekroond met platina.

### NederlandseTop 40
| Hitnotering: 30-6-1973 t/m 6-10-1973 | Hitnotering: 30-6-1973 t/m 6-10-1973 | Hitnotering: 30-6-1973 t/m 6-10-1973 | Hitnotering: 30-6-1973 t/m 6-10-1973 | Hitnotering: 30-6-1973 t/m 6-10-1973 | Hitnotering: 30-6-1973 t/m 6-10-1973 | Hitnotering: 30-6-1973 t/m 6-10-1973 | Hitnotering: 30-6-1973 t/m 6-10-1973 | Hitnotering: 30-6-1973 t/m 6-10-1973 | Hitnotering: 30-6-1973 t/m 6-10-1973 | Hitnotering: 30-6-1973 t/m 6-10-1973 | Hitnotering: 30-6-1973 t/m 6-10-1973 | Hitnotering: 30-6-1973 t/m 6-10-1973 | Hitnotering: 30-6-1973 t/m 6-10-1973 | Hitnotering: 30-6-1973 t/m 6-10-1973 | Hitnotering: 30-6-1973 t/m 6-10-1973 | Hitnotering: 30-6-1973 t/m 6-10-1973 |
| Week:                                | 1                                    | 2                                    | 3                                    | 4                                    | 5                                    | 6                                    | 7                                    | 8                                    | 9                                    | 10                                   | 11                                   | 12                                   | 13                                   | 14                                   | 15                                   |                                      |
| ------------------------------------ | ------------------------------------ | ------------------------------------ | ------------------------------------ | ------------------------------------ | ------------------------------------ | ------------------------------------ | ------------------------------------ | ------------------------------------ | ------------------------------------ | ------------------------------------ | ------------------------------------ | ------------------------------------ | ------------------------------------ | ------------------------------------ | ------------------------------------ | ------------------------------------ |
| Positie:                             | 30                                   | 23                                   | 16                                   | 9                                    | 7                                    | 6                                    | 5                                    | 4                                    | 3                                    | 2                                    | 5                                    | 10                                   | 20                                   | 32                                   | 38                                   | uit                                  |

### Daverende 30
| Hitnotering: 7-7-1973 t/m 15-9-1973 | Hitnotering: 7-7-1973 t/m 15-9-1973 | Hitnotering: 7-7-1973 t/m 15-9-1973 | Hitnotering: 7-7-1973 t/m 15-9-1973 | Hitnotering: 7-7-1973 t/m 15-9-1973 | Hitnotering: 7-7-1973 t/m 15-9-1973 | Hitnotering: 7-7-1973 t/m 15-9-1973 | Hitnotering: 7-7-1973 t/m 15-9-1973 | Hitnotering: 7-7-1973 t/m 15-9-1973 | Hitnotering: 7-7-1973 t/m 15-9-1973 | Hitnotering: 7-7-1973 t/m 15-9-1973 | Hitnotering: 7-7-1973 t/m 15-9-1973 | Hitnotering: 7-7-1973 t/m 15-9-1973 |
| Week:                               | 1                                   | 2                                   | 3                                   | 4                                   | 5                                   | 6                                   | 7                                   | 8                                   | 9                                   | 10                                  | 11                                  |                                     |
| ----------------------------------- | ----------------------------------- | ----------------------------------- | ----------------------------------- | ----------------------------------- | ----------------------------------- | ----------------------------------- | ----------------------------------- | ----------------------------------- | ----------------------------------- | ----------------------------------- | ----------------------------------- | ----------------------------------- |
| Positie:                            | 23                                  | 13                                  | 10                                  | 9                                   | 4                                   | 9                                   | 9                                   | 10                                  | 9                                   | 14                                  | 21                                  | uit                                 |

### BelgischeUltratop 20
| Hitnotering: 4-8-1973 t/m 27-10-1973 | Hitnotering: 4-8-1973 t/m 27-10-1973 | Hitnotering: 4-8-1973 t/m 27-10-1973 | Hitnotering: 4-8-1973 t/m 27-10-1973 | Hitnotering: 4-8-1973 t/m 27-10-1973 | Hitnotering: 4-8-1973 t/m 27-10-1973 | Hitnotering: 4-8-1973 t/m 27-10-1973 | Hitnotering: 4-8-1973 t/m 27-10-1973 | Hitnotering: 4-8-1973 t/m 27-10-1973 | Hitnotering: 4-8-1973 t/m 27-10-1973 | Hitnotering: 4-8-1973 t/m 27-10-1973 | Hitnotering: 4-8-1973 t/m 27-10-1973 | Hitnotering: 4-8-1973 t/m 27-10-1973 | Hitnotering: 4-8-1973 t/m 27-10-1973 | Hitnotering: 4-8-1973 t/m 27-10-1973 |
| Week:                                | 1                                    | 2                                    | 3                                    | 4                                    | 5                                    | 6                                    | 7                                    | 8                                    | 9                                    | 10                                   | 11                                   | 12                                   | 13                                   |                                      |
| ------------------------------------ | ------------------------------------ | ------------------------------------ | ------------------------------------ | ------------------------------------ | ------------------------------------ | ------------------------------------ | ------------------------------------ | ------------------------------------ | ------------------------------------ | ------------------------------------ | ------------------------------------ | ------------------------------------ | ------------------------------------ | ------------------------------------ |
| Positie:                             | 15                                   | 8                                    | 8                                    | 3                                    | 3                                    | 3                                    | 3                                    | 4                                    | 4                                    | 5                                    | 8                                    | 16                                   | 22                                   | uit                                  |